# Caldbergh with East Scrafton
Caldbergh with East Scrafton – gmina (civil parish) w Anglii, w hrabstwie North Yorkshire, w dystrykcie (unitary authority) North Yorkshire. Leży 62 km na północny zachód od miasta York i 328 km na północ od Londynu.